# Müstair
Müstair (, toponimo romancio; in tedesco Münster, ufficiale fino al 1943, desueto; in italiano Monastero, desueto) è una frazione di 764 abitanti e il capoluogo del comune svizzero di Val Müstair, nella regione Engiadina Bassa/Val Müstair (Canton Grigioni).

## Geografia fisica
Müstair è situato in Val Monastero, sul lato sinistro del rio Ram, geograficamente appartenente al bacino idrologico del fiume Adige; dista 70 km da Merano e 128 km da Coira. Il punto più elevato è la Cima la Casina (in romancio Piz Murtaröl; 3 180 m s.l.m.), sul confine con Valdidentro.

## Storia
Già comune autonomo istituito nel 1854 e che si estendeva per 77,74 km², il 1º gennaio 2009 è stato accorpato agli altri comuni soppressi di Fuldera, Lü, Santa Maria Val Müstair, Tschierv e Valchava per formare il nuovo comune di Val Müstair.

## Monumenti e luoghi d'interesse

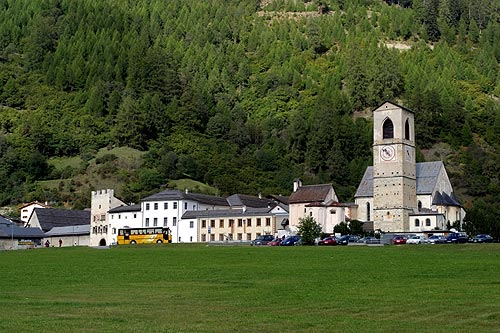
Il monastero di San Giovanni

- Monastero di San Giovanni, eretto a partire dall'VIII secolo, facente parte del Patrimonio dell'umanità[1].

## Società

### Evoluzione demografica
L'evoluzione demografica è riportata nella seguente tabella:
Abitanti censiti

### Lingue e dialetti
| %     | Ripartizione linguistica (gruppi principali) |
| ----- | -------------------------------------------- |
| 24,7% | madrelingua tedesca                          |
| 0,7%  | madrelingua portoghese                       |
| 72,9% | madrelingua romancia                         |

### Religione
A differenza dell'alta Val Monastero, riformata, la popolazione di Müstair professa la religione cattolica.

## Infrastrutture e trasporti
Le stazioni ferroviarie più vicine sono quelle di Malles Venosta (12 km), sulla ferrovia della Val Venosta, e di Zernez (38 km) della Ferrovia Retica, sulla linea Pontresina-Scuol.